# Charles den Tex
Charles den Tex (Box Hill, Australië, 21 april 1952) is een Nederlandse schrijver.
Den Tex kwam op vijfjarige leeftijd met zijn ouders terug naar Nederland. Hij studeerde fotografie en film in Londen, werkte in Parijs en vestigde zich in 1979 als reclametekstschrijver en later als communicatie- en managementadviseur in Nederland.
Hij schreef dertien thrillers waarvan er zes werden genomineerd voor de Gouden Strop. In 2002 won hij de prijs met Schijn van kans, in 2006 met De macht van meneer Miller en in 2008 met Cel. Hij heeft een eigen subgenre ontwikkeld, de corporate thriller dicht op de huid van de tijd. Zijn boeken worden in de pers vergeleken met die van John Grisham, Michael Crichton en Michael Ridpath. Zijn boek De macht van meneer Miller werd in 2010 voor de VPRO bewerkt tot de vierdelige televisieserie Bellicher; de Macht van meneer Miller. Later is zijn boek Cel ook tot een televisieserie bewerkt Bellicher; Cel. Met De Vriend won hij de Crimezone Thriller Award 2012. In 2013 is Charles den Tex door het Letterenfonds voorgedragen voor de Ripper Award, de eerste Europese thrillerprijs. ook in 2013 werd de eerste Gouden Vleermuis voor zijn hele thrilleroeuvre aan hem toegekend.
Van 1999 tot 2004 was Den Tex voorzitter van het in 1986 opgerichte Genootschap van Nederlandstalige Misdaadauteurs.
In 2021 duikt hij op in de lokale politiek en is voorzitter van de partij Windturbine Vrij in de gemeente Bronckhorst.

## Privé
Hij is lid van het geslacht Den Tex en een zoon van de geoloog Emile den Tex.